# Gustave Hervé
Gustave Hervé, född 2 januari 1871, död 25 oktober 1944, var en fransk journalist.
Hervé utbildade sig till läroverkslärare, men fick på grund av sina antimilitaristiska åsikter 1901 lämna sin befattning. Han verkade senare som advokat och grundade den socialistiska tidningen La guerre sociale, och väckte skandal med ett yttrande om att "trikoloren vore rest på en gödselhög". Själv har han förnekat uttrycket, men det kom att i denna form bita sig fast i det allmänna medvetandet.
Under första världskriget avslöjade han sig som en brinnande patriot och utövade genom sin tidning La victoire ett inte obetydligt inflytande för stärkande av det franska folkets uthållighet. Han blev en av Georges Clemenceaus ivrigaste medhjälpare i pressen. År 1936 tog han avsked från det socialdemokratiska partiet. Betraktad som en ärlig och temperametsfull men bisarr och nyckfull skribent, åtnjöt Hervé popularitet i vida kretsar av Frankrike.